# Канопус (ядерное испытание)
Кано́пус (также «Операция Канопус», фр. opération Canopus) — кодовое название испытаний французского термоядерного оружия, проведённого 24 августа 1968 года на атолле Фангатауфа. Испытание сделало Францию пятым государством, испытавшим термоядерное оружие после Соединённых Штатов, Советского Союза, Великобритании и Китая.
В 1966 году Франция была в состоянии осуществлять термоядерную реакцию. Роже Дотре, физик-ядерщик, был определён комиссариатом атомной энергетики для построения двухступенчатого термоядерного снаряда. В то время Франция не имела возможности производить материалы, необходимые для создания двухступенчатого термоядерного оружия, поэтому 151 тонна тяжёлой воды были приобретены у Норвегии и дополнительно 168 тонн у США. В 1967 году эта тяжёлая вода была применена для производства трития, необходимого для устройства.
Фангатауфа был выбран в качестве места испытания из-за своей изоляции по отношению к главной базе на Муруроа. Устройство было взорвано в 18:30:00.5 GMT на высоте 540 метров, сила взрыва 2,6 мегатонны. Франция стала пятой ядерной державой, осуществившей термоядерный взрыв.
В 1998 году в фильме «Годзилла» монстр Зилла, мутировавшая игуана появилась после этого взрыва, однако кадры в фильме совершенно другого взрыва снаряда Baker.